# Kivu

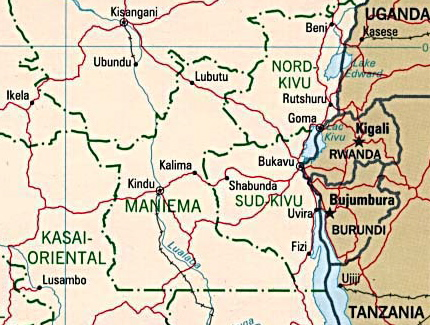
Karte der Kivu-Provinzen

Kivu ist eine nach dem Kivusee benannte Region im Osten der Demokratischen Republik Kongo, die die beiden Provinzen Nord-Kivu und Sud-Kivu sowie im weiteren Sinne auch Maniema umfasst.
Die Bewohner der Region werden Kivutier (frz. Kivutien) genannt.

## Geschichte
Der Name Kivu geht mindestens bis 1914 zurück, als die damalige belgische Kolonialregierung den Kongo in 22 Distrikte einteilte. Ab 1935 wurde das Gebiet als Provinz Costermansville (benannt nach ihrer Hauptstadt Costermansville, dem heutigen Bukavu) mit den Distrikten Nord-Kivu, Sud-Kivu und Maniema verwaltet. 1947 wurde die Provinz in Kivu umbenannt. 1988 wurde sie in die heutigen drei Provinzen aufgeteilt.
Im ersten und zweiten Kongokrieg von 1996 bis 2003 und danach im Kivu-Krieg kämpften in der Kivu-Region die Rassemblement Congolais pour la Démocratie-Rebellen, die Mai-Mai-Milizen sowie Kräfte aus den angrenzenden Staaten Ruanda und Uganda.